# Something's Got a Hold on Me
"Something's Got a Hold on Me" is een nummer van de Amerikaanse zangeres Etta James. Het nummer werd geschreven door James, Leroy Kirkland en Pearl Woods, terwijl de productie in handen was van Leonard en Phil Chess. Het werd in 1962 uitgebracht als derde single van haar titelloze album uit 1962, op een 7" vinylplaat. Muzikaal gezien is "Something's Got a Hold on Me" een R&B-nummer met elementen van soul, blues en gospel. Bij de release was de single een R&B-hit en bereikte hij de vierde plaats in de Billboard Hot R&B Sides-hitlijst.
"Something's Got a Hold on Me" is gecoverd en gesampled door diverse hedendaagse artiesten. De Australische zangeres Jessica Mauboy coverde "Something's Got a Hold on Me" in 2013 en bracht het uit als single. Het nummer is te horen in de openingsscène van de film CODA, die de prijs voor Beste Film won.